# Лінезолід
Лінезолід (лат. Linezolidum) — синтетичний антибіотик, з групи оксазолідинонів що використовується для лікування важких інфекційних захворювань, викликаних грам-позитивними бактеріями, які є стійкими до інших антибіотиків. Як представник класу оксазолідинонів, лінезолід є активним проти більшості грам-позитивних бактерій, у тому числі стрептококів, стійких до ванкоміцину ентерококів і метициліно-резистентного золотистого стафілококу (МРЗС). основними показами до застосування лінезоліду є інфекції шкіри і м'яких тканин, а також пневмонія, у тому числі госпітальна, хоча стає популярним використання препарату і при інших захворюваннях.
Відкритий в 1990-х роках і вперше схвалений до застосування у 2000 році, лінезолід був першим комерційно доступним антибіотиком класу оксазолідинонів. До 20 червня 2014 року — дати реєстрації FDA другого препарату цієї групи — тедизоліду, він був єдиним представником цього класу антибіотиків, що застосовувались у клінічній практиці. Ще кілька препаратів класу оксазолідинонів знаходяться в стадії розробки. Як інгібітор синтезу білків, він зупиняє ріст бактерій, порушуючи у них біосинтез білка. Хоча багато із груп антибіотиків діють подібним чином, точний механізм дії лінезоліду характерний лише для класу оксазолідинонів. Стійкість бактерій до лінезоліду залишається дуже низькою — перші випадки стійкості були описані у 1999 році, але при широкому використанні препарату вона може зростати.
При прийманні всередину протягом короткого часу лінезолід є відносно безпечним препаратом, він може використовуватися у хворих будь-якого віку та у осіб із захворюваннями печінки або нирковою недостатністю. Загальними побічними ефектами при короткотривалому пероральному прийомі є головний біль, нудота та діарея. При тривалому прийомі можлива поява серйозних побічних ефектів; лінезолід може викликати пригнічення функції кісткового мозку та тромбоцитопенію, особливо при його використанні більше двох тижнів. Застосування лінезоліду більш тривалий час може супроводжуватися периферичною нейропатією (яка іноді стає незворотньою), ураженням зорового нерва та лактатацидозом. Причиною усіх вищеперахованих ускладнень, імовірно, є токсичне ураження мітохондрій.
Лінезолід є досить дороговартісним препаратом, а курс лікування даним антибіотиком може коштувати кілька тисяч доларів США; але лікування ним може бути більш рентабельним, чим у порівнянні з іншими сучасними антибіотиками, переважним чином у зв'язку з можливістю переходу від внутрішньовенного до перорального застосування при стабілізації стану пацієнта без необхідності корекції дози.

## Історія
Оксазолідінони вперше були синтезовані групою дослідників компанії DuPont у 1978 році, а в 1987 році відкрито їх антибактеріальні властивості. У 1993 році Upjohn закупили у фірми DuPont лінезолід (зараз Upjohn є частиною Pfizer) і розпочали клінічні дослідження, на основі яких FDA зареєструвало препарат у квітні 2000 року. Антибіотик продається в США під назвою Зівокс , в Європі Зівоксін, як в ін'єкційній, так і таблетованій формі.

## Спектр активності
Лінезолід активний проти всіх клінічно значимих грам-позитивних бактерій, клітинна стінка яких містить товстий шар пептидогліканів і в яких нема зовнішньої мембрани. До них належать ентерококи, золотистий стафілокок (включаючи метициліно-стійкі штами), стрептококи, лістерію, пневмококи і Corynebacterium. Лінезолід також досить активний in vitro проти деяких мікобактерій. Вважають, що він дуже ефективний проти Nocardia, але в даному випадку рекомендовано комбінувати з іншим антибіотиком або застосовувати як антибіотик резерву у випадках, коли традиційне лікування неефективне, враховуючи високу вартість і потенційні серйозні побічні ефекти.
Лінезолід не має клінічного значимої дії на більшість грам-негативних бактерій. Pseudomonas і ентеробактерії не чутливі до його дії. In vitro він активний до пастерелли, фузобактерій, Moraxella catarrhalis, легіонел, бордетел і помірно активний по відношенні до Haemophilus influenzae.

### Подібні антибіотики
Спектр активності лінезоліду подібний до спектру активності глікопептидного антибіотика ванкоміцину, що давно входить в стандарт лікування інфекцій, викликаних метицилін-резистентними штамами стафілококу, і ці препарати часто порівнюють. До інших подібних антибіотиків відносять тейкопланін, квінупрістін-дальфопрістін (синерцид, поєднання двох стрептограмінів, не активний до ентерококів) і даптоміцин (ліпопептид). Деякі препарати знаходяться на стадії розробки, такі як цефтобіпрол, далбаванцин і телаванцин. З них тільки лінезолід можна застосовувати перорально.

## Показання
Основний показ до застосування — лікування важких інфекцій, викликаними грам-позитивними бактеріями, стійкими до інших антибіотиків. Препарат не повинен застосовуватись проти бактерій, які чутливі до антибіотиків з вужчим спектром дії, таких як пеніциліни і цефалоспорини. У популярній літературі та пресі лінезолід був названий «резервним антибіотиком», який слід застосовувати з обережністю як препарат «останньої інстанції» до потенційно нечутливих інфекцій.
У США затвердженими показами до використання лінезоліду є: ванкоміцин-стійкі ентерококові інфекції з або без бактеріємії; госпітальні та позагоспітальні пневмонії, викликані пневмококом або золотистим стафілококом; ускладнені шкірні інфекції, викликані чутливими бактеріями, в тому числі інфекції діабетичної стопи з супутнім остеомієлітом і неускладнені інфекції шкіри і м'яких тканин, викликаних Streptococcus pyogenes або золотистим стафілококом. Виробник не рекомендує застосовувати лінезолід при позагоспітальних пневмоніях та неускладнених інфекціях шкіри і м'яких тканин, викликаних метицилінрезистентним стафілококом. Вважається, що лінезолід безпечний і ефективний для застосування у дітей і новонароджених, як і у дорослих.

## Побічні ефекти
При застосуванні впродовж короткого періоду, лінезолід є відносно безпечним антибіотиком. Загальними побічними ефектами препарату(що виникають у більш ніж 1% осіб, що приймали лінезолід) включають діарею (3-11% учасників клінічних випробовувань), головний біль (1-11%), нудоту (3-10%), блювання (1-4%), висипання (2%), закреп (2%), зміни в сприйнятті смаку (1-2%), зміни кольору язика (0,2-1%).Можуть виникати грибкові інфекції, такі як оральний або вагінальний кандидоз, оскільки лінезолід пригнічує бактеріальну флору в організмі і відкриває нішу для грибків. Менш розповсюдженими(але потенційно більш серйозними) побічними ефектами є алергічні реакції, панкреатит, підвищення рівня трансаміназ, що може бути ознакою ураження печінки. На відміну від деяких антибіотиків, таких як еритроміцин і фторхінолони, лінезолід не впливає на інтервал QT на ЕКГ, щопоказує електричну провідність серця. У дітей побічні ефекти такі ж як і в дорослих.
Як і майже всі антибіотики, лінезолід асоційований з появою Clostridium difficile-асоційованої діареї і псевдомембранозного коліту, хоча останній виникає рідко, приблизно в одного з двох тисяч пацієнтів в клінічних дослідженнях.

### Тривале застосування
Під час лікування лінезолідом може виникнути пригнічення функції кісткового мозку, що проявляється найчастіше тромбоцитопенією. Вважається, що це єдина побічна дія, що виникає частіше при застосуванні лінезоліду, чим при застосуванні глікопептидів і β-лактамних антибіотиків.Ця побічна дія рідко виникає у хворих, що приймали препарат 14 діб або менше, але у хворих з нирковою недостатністю і у цих, що отримували препарат більше 14 днів, вона виникала значно частіше.
Тривале застосування лінезоліду також асоційоване з периферичною невропатією і оптичною невропатією, які найчастіше трапляються після кількох місяців лікування і можжуть бути незворотніми. Хоча механізм цих побічних ефектів поки що не зрозумілий до кінця, найімовірнішою причиною вважається токсичне пошкодження мітохондрій. Потенційно небезпечне для життя накопичення молочної кислоти в організмі — лактатацидоз — також може виникнути в зв'язку з ушкодженням мітохондрій.

## Фармакокінетика
Однією з переваг лінезоліду є його висока біодоступність (близько 100%) при пероральному застосуванні. Це значить, що пацієнти, які отримують лінезолід довенно, можуть перейти на пероральний прийом препарату, як тільки це буде дозволяти їх стан здоров'я, тоді як схожі антибіотики (наприклад ванкоміцин і квінупрістін/дальфопрістин) можуть призначатись тільки довенно. При прийомі лінезоліда з їжею можливо незначне зниження його абсорбції.
Лінезолід має низьку здатність зв'язування з білками плазми (близько 31%). Максимальна концентрація в сироватці крові досягається за 1-2 години після введення препарату. Лінезолід добре розподіляється по всіх тканинах організму, крім кісткового матриксу і білої жирової тканини. Важливо, що концентрація лінезоліду в бронхіальній рідині не менша, а часто і вища, чим у сироватці крові, чим пояснюється його висока ефективність у лікуванні пневмонії. Концентрація у спинномозковій рідині варіює, максимальна концентрація в спинномозковій рідині нижча, чим у сироватці крові в зв'язку з повільною дифузією крізь гематоенцефалічний бар'єр. Середній період напіврозпаду становить 3 години в дітей, 4 години у підлітків і 5 годин у дорослих.
Лінезолід метаболізується в печінці шляхом окислення морфолінового кільця без участі системи цитохрому Р450.Кліренс лінезоліду залежить від віку і статі — найшвидший у дітей і, ймовірно, на 20% нижче в жінок.

### Застосування в особливих групах населення
Дорослим і дітям старшим 12 років лінезолід призначається кожні 12 годин перорально або довенно. Дітям молодшого віку або немовлятам препарат призначається кожні 8 годин. Для осіб похилого віку, людей з легкою або помірною печінковою недостатністю чи для пацієнтів з порушенням функції нирок поки що не всеановлено точного дозування лінезоліду. Особи, що знаходяться на гемодіалізі, повинні отримувати препарат після процедури, тому що діаліз видаляє 30-40% дози препарату з організму. Поки що не існує точного дозування для пацієнтів, що знаходяться на постійній гемофільтрації, хоча для них може бути виправдано більш часте введення препарату в деяких випадках. Лінезолід в США має клас C для вагітних, тобто не було ніяких достатніх досліджень його безпеки при застосуванні у вагітних. Хоча дослідження на тваринах виявили помірну токсичність для плоду, переваги використання препарату можуть перевищувати ризик. Лінезолід також проникає в грудне молоко, хоча невідоме клінічне значення цього факту.

## Механізм дії
Оксазолідінони є інгібіторами синтезу білка — вони зупиняють ріст і розмноження бактерій, порушуючи трансляцію білків у рибосомах. Хоча механізм дії лінезоліду повністю ще незрозумілий, антибіотик імовірно діє на першому етапі синтезу білків — ініціації, на відміну від інших інгібіторів синтезу білків, які перешкоджають елонгації. Препарат робить це шляхом попередження утворення ініціюючого комплексу, що складається з 30S і 50S субодиниць рибосоми, тРНК і мРНК. Лінезолід зв'язується з 23S частиною 50S субодиниці (центр дії пептидилтрансферази), поруч із областю зв'язування хлорамфеніколу, лінкоміцину та інших антибіотиків. Враховуючи цей унікальний механізм дії, перехресна резистентність між лінезолідом і іншими інгібіторами синтезу білка виникає дуже рідко або взагалі відсутня.

## Нечутливість до препарату
Про випадки набутої стійкості до лінезоліду повідомлялось ще в 1999 році, коли відмічались два випадки множинної стійкості до антибіотиків у пацієнтів з важкою інфекцією Enterococcus faecium. У 2001 році був вперше виявлений стійкий до лінезоліду Staphylococcus aureus. З 2004 року нечутливість до лінезоліду моніторується в США в рамках загальнонаціональної програми і залишається з тих пір стабільною і досить низькою. Подібна міжнародна програма діє з 2002 року. Загальна стійкість до лінезоліду становила 0,2% і не відмічалась серед стрептококів. Нечутливість була виявлена тільки в Бразилії, Китаї, Ірландії і Італії тільки серед ентерококів і частини штамів коагулазонегативних і золотистих стафілококів. Власна стійкість більшості грамнегативних бактерій пов'язана з швидкістю течії в помпах, які активно «викачують» лінезолід з клітини швидше, чим він накопичується. У грампозитивних бактерій найчастіше розвивається стійкість до препарату після точкової мутації, відомої як G2576T, в результаті якої гуанін заміщується тиміном в алелі 2576 генів, що кодують 23S рибосомальну РНК. Це найбільш розповсюджений механізм формування нечутливості до лінезоліду в стафілококів. Інші механізми були виявлені у пневмококів (в тому числі мутації в РНК-метилтрансферазі, що метилює G2445 із 23S р РНК і мутації, що викликають підвищення експресії гену транспортеру АВС), а також в епідермального стафілокока.

## Фармакоекономіка
Лінезолід є дороговартісним препаратом, курс лікування цим антибіотиком може коштувати кілька тисяч доларів США, не враховуючи інші витрати (наприклад, перебування у стаціонарі). Але слід враховувати той факт, що внутрішньовенне застосування лінезоліду може замінюватись пероральним прийомом препарату без зниження ефективності антибіотика, у той же час лікування ін'єкційними антибіотиками у домашніх умовах може бути недоцільним. Скорочення перебування у стаціонарі знижує загальну вартість лікування, хоча лінезолід може виявитися дорожчим, чим інші подібні антибіотики.
У деяких країнах із різними моделями системи охорони здоров'я були проведені дослідження економічної ефективності лінезоліду у порівнянні із глікопептидами (ванкоміцином та тейкопланіном). У більшості країн лінезолід виявив більшу рентабельність у застосуванні, чим інші антибіотики, із якими проводилось порівняння, при застосуванні при госпітальній пневмонії та інфекціях шкіри, або за рахунок більш ефективного лікування та зниження смертності, або за рахунок зниження загальних витрат на лікування.